# Липкович, Эдуард Иосифович
Эдуард Иосифович Липкович (5 февраля 1936 — 20 июня 2018) — российский учёный в области механизации и автоматизации сельскохозяйственного производства, академик РАСХН (1997), академик Российской академии наук (2013).

## Биография
Родился в Ростове-на-Дону. Окончил Ростовский институт сельскохозяйственного машиностроения (1958).
В 1958—1962 инженер-конструктор завода «Ростсельмаш», затем в такой же должности в ГСКБ по комплексу зерноуборочных машин, Ростов-на-Дону.
С 1963 г. во Всесоюзном (Всероссийском) н.-и. и проектно-технологическом институте механизации и электрификации сельского хозяйства (Зерноград): аспирант (1963—1966), главный инженер лаборатории хлебоуборки (1966—1967), старший научный сотрудник (1967—1969), заведующий сектором технологии уборочных работ отдела механизации уборки (1969—1974), заведующий отделом технологий и средств механизации уборки (1974—1989), заместитель директора по научной работе (1989—1991), директор (1991—2006).
С 2006 г. главный научный сотрудник ФГБОУ ВПО «Азово-Черноморская государственная агроинженерная академия».
Доктор технических наук (1979), профессор (1984), академик РАСХН (1997), академик РАН (2013).
Разработчик комплекса машин для поточно-индустриальных технологий уборки зерновых культур.

## Награды, премии, почётные звания
Лауреат Государственной премии СССР в области науки и техники (1978) — за научную разработку и массовое внедрение в производство поточной системы уборочно-транспортных комплексов, получившей наибольшее выражение в ипатовском опыте уборки полевых культур. Награждён орденом «Знак Почёта» (1976), медалью «Ветеран труда» (1985), 3 медалями ВВЦ.

## Труды
Опубликовал около 100 книг и брошюр. Получил свыше 40 авторских свидетельств и патентов на изобретения.
Книги:
- Организация машинно-технологических станций в условиях дефицита материально-технических ресурсов / соавт.: Н. И. Агафонов и др.; Всерос. н.-и. и проект.-технол. ин-т механизации и электрификации сел. хоз-ва. — Зерноград, 1999. — 259 с.
- Методические основы расчёта мобильных энергосредств и создания перспективных МТА для обработки почвы в условиях засушливого земледелия / соавт.: Ю. И. Бершицкий и др. — М., 2001. — [212]с.
- Методические основы расчёта и создания мобильных технологических агрегатов / соавт.: Ю. И. Бершицкий и др.; ГНУ Всерос. н.-и. и проект.-технол. ин-т механизации и электрификации сел. хоз-ва. — Ростов н/Д: Терра Гефест, 2002. — 198 с.
- Система использования техники в сельскохозяйственном производстве : построение эффектив. машин. пр-ва продукции / соавт.: Н. В. Краснощеков и др. — М.: Росинформагротех, 2003. — 519 с.
- Агроинженерная наука России: становление, современное состояние, стратегия развития: к 100-летию создания Бюро по с.-х. механике (1907—2007) / соавт.: Ю. Ф. Лачуга и др. — М.: Росинформагротех, 2007. — 622 с.
- Модульная ферма с низкозатратной экологически чистой технологией производства молока: моногр. / соавт.: А. М. Бондаренко и др.; Азово-Черномор. гос. агроинженер. акад. — Зерноград, 2010. — 191 с.